# 陳用光
陳用光（1768年—1835年），字碩士，江西新城縣（今黎川縣）人。清朝政治人物、學者，进士出身。

## 生平
陳用光於嘉慶六年（1801年）中式辛酉恩科二甲進士。選庶吉士，散館授翰林院編修。歷官江南道、廣東道監察御史、國子監司業、內閣學士、福建學政、禮部右侍郎、浙江學政，官至禮部左侍郎。
陳用光以學行名重一時。著有《太乙舟文集》、《太乙舟詩集》。《清史稿》有传。